# Namatisjaure
Namatisjaure är en sjö i Arjeplogs kommun i Lappland och ingår i Skellefteälvens huvudavrinningsområde. Sjön har en area på 1,03 kvadratkilometer och ligger 849,2 meter över havet. Sjön avvattnas av vattendraget Grakajåkkå.

## Delavrinningsområde
Namatisjaure ingår i det delavrinningsområde (738887-153992) som SMHI kallar för Utloppet av Namatisjaure. Medelhöjden är 981 meter över havet och ytan är 14,17 kvadratkilometer. Det finns inga avrinningsområden uppströms utan avrinningsområdet är högsta punkten. Grakajåkkå som avvattnar avrinningsområdet har biflödesordning 2, vilket innebär att vattnet flödar genom totalt 2 vattendrag innan det når havet efter 352 kilometer. Avrinningsområdet består mestadels av kalfjäll (93 procent). Avrinningsområdet har 1,02 kvadratkilometer vattenytor vilket ger det en sjöprocent på 7,2 procent.